# Třída DN-2000
Třída DN-2000 je třída oceánských hlídkových lodí vietnamské pobřežní stráže. Jedná se o derivát typu Damen OPV 9014 nizozemské koncern Damen Group (Damen). Celkem byly postaveny čtyři jednotky této třídy. Jsou to největší plavidla vietnamské pobřežní stráže.

## Stavba
Prototypovou jednotku této třídy (trupové číslo 8001) postavila Damen ve své hlavní loděnici ve městě Gorinchem v provincii Jižní Holandsko a byla spuštěna na vodu 23. října 2012. Následující tři jednotky byly postaveny vietnamskou loděnicí Song Thu Corporation v Danangu s pomocí Damen.
Jednotky třídy DN-2000:
| Jméno    | Založení kýlu      | Spuštěna           | Vstup do služby  | Status  |
| -------- | ------------------ | ------------------ | ---------------- | ------- |
| CSB 8001 | 17. prosince 2010  | 23. října 2012     | 10. září 2013    | aktivní |
| CSB 8002 | 20. června 2012    | 4. října 2014      | 9. července 2015 | aktivní |
| CSB 8004 |                    | 27. listopadu 2015 | 22. říjen 2016   | aktivní |
| CSB 8005 | 22. listopadu 2014 | 30. listopadu 2015 | 25. září 2016    | aktivní |

## Konstrukce

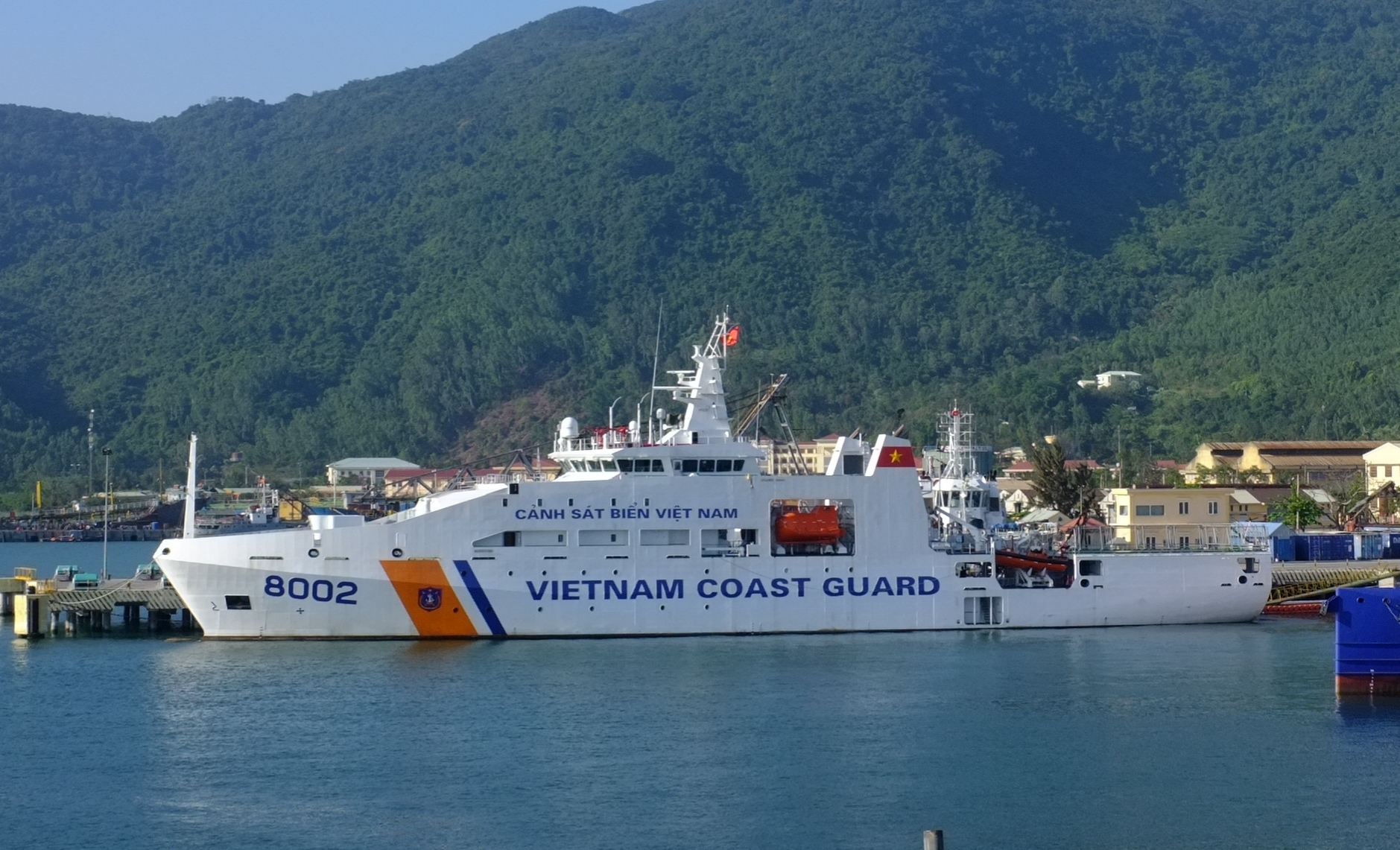
CSB 8002

Kromě 70 členů posádky jsou na palubě kajuty pro dalších 50 osob. Výzbroj tvoří dva 23mm dvoukanóny 23-2ML (námořnický derivát ruských ZU-23-2) a dva 14,5mm kulomety KPVT. Na zádi se nachází přistávací plocha pro vrtulník. Pohonný systém tvoří čtyři diesely Caterpillar 3516B, každý o výkonu 3004 hp, pohánějící dva lodní šrouby se stavitelnými lopatkami. Manévrovací schopnosti zlepšuje příďové dokormidlovací zařízení. Nejvyšší rychlost dosahuje 21 uzlů. Dosah činí 5000 námořních mil. Autonomie provozu je 40 dní.